# Лапуссен, Лоик
Лоик Лапуссен (фр. Loïc Lapoussin; род. 27 марта 1996, Рони-су-Буа) — мадагаскарский и французский футболист, игрок бельгийского клуба «Юнион» и сборной Мадагаскара.

## Игровая карьера

### Клубная
Лапуссен является воспитанником французского клуба «Кретей», но за основную команду не играл, поскольку играл за резервную команду.
В 2017 году Лапуссен перешёл в «Ред Стар», в котором отыграл два сезона, в том числе сезон 2018/19 в Лиге 2, по итогам которого клуб занял 20-е место и вылетел в Лигу 3.
Летом 2019 года Лапуссен перешёл в бельгийский «Виртон», представителя первого дивизиона.
В июле 2020 года Лапуссен перешёл в «Юнион», подписав с командой однолетний контракт. В следующем сезоне «Юнион» выиграл Первый дивизион и вышел в Про-лигу, где выступил успешно, заняв второе место по итогам сезона 2021/22.

### Карьера в сборной
Лапуссен принял решение играть за сборную Мадагаскара, за которую дебютировал 12 ноября 2020 года в матче квалификации на Кубок Африки 2021 года против сборной Кот-д’Ивуара, которую выиграли ивуарийцы со счётом 2:1.
20 ноября 2023 года в отборе на чемпионат мира 2026 года в матче со сборной Чада (3:0) забил первый гол за сборную.

## Достижения
«Юнион»
- Обладатель Кубка Бельгии: 2023/24